# バルダーズ・ゲートシリーズ
『バルダーズ・ゲート』 (Baldur's Gate) シリーズは、『ダンジョンズ&ドラゴンズ』をベースにしたコンピュータRPGのシリーズ。
2作目まではカナダのゲーム制作会社BioWareが開発し、Interplay Entertainmentより販売された。日本語翻訳版はセガから販売された。
『バルダーズ・ゲート3』はベルギーのゲーム制作会社Larian Studiosが開発し、日本語翻訳版はスパイク・チュンソフトから販売された。

## 概要
初期の2作はテーブルトークRPG『アドバンスト・ダンジョンズ&ドラゴンズ』の第2版ルールをほぼ忠実に再現している。ただし、コンピュータRPGとしてバランスを取るためにアレンジが加えられている箇所もある。最大6人のパーティ制で、基本的にはプレイヤーキャラクターは主人公のみ作成し、残りのメンバーはゲーム内でノンプレイヤーキャラクターを仲間に加えることになる。6人全員をプレイヤーが作成することも可能。
『バルダーズ・ゲート3』は『ダンジョンズ&ドラゴンズ第5版』のルールを元に制作されている。最大4人のパーティ制で、他のプレイヤーと協力してプレイすることも、1人で全パーティメンバーを操作することも可能。また、過去作とは異なり、戦闘はリアルタイムではなくターンベース(シミュレーションRPG形式)で進行していく。
舞台はフォーゴトン・レルムで、タイトルの「バルダーズ・ゲート」はソードコーストに存在する都市の名前。
また、家庭用ゲーム機向けとしてアクションロールプレイングゲームの『ダークアライアンス』シリーズも発売されている。

## シリーズ作品

### バルダーズ・ゲート (Baldur's Gate)
1998年に発売された第1作。経験点の上限は89,000で、低レベルから中レベルにかけての冒険となる。
『Dragon Ageシリーズ』や『ANTHEM』のエグゼクティブ・プロデューサーであるマーク・ダラーによると、どのようなコンパイルのターゲットを設定してもクラッシュしたため、デバッグモードで出荷されたという。

### バルダーズ・ゲート テイルズ オブ ザ ソードコースト (Baldur's Gate: Tales of the Sword Coast)
『バルダーズ・ゲート』の拡張コンテンツ。1999年に発売された。
デューラッグの塔などのダンジョンが追加されるほか、経験点の上限が161,000に引き上げられるなどの変更が加えられている。
『バルダーズ・ゲート完全版』としてバルダーズ・ゲート本体とのセットも販売された。

### バルダーズ・ゲート2 シャドウ オブ アムン (Baldur's Gate II: Shadows of Amn)
2000年に発売されたシリーズの続編。前作からキャラクターを引き継ぐこともできる。『アドバンスト・ダンジョンズ&ドラゴンズ』第2版のキットの概念が取り入れられているほか、『ダンジョンズ&ドラゴンズ』第3版からモンク、ソーサラー、バーバリアンが追加された。経験点の上限は2,950,000（レベルは20前後）となり、前作よりも高レベルの冒険ができる。

### バルダーズ・ゲート2 スロウン オブ バール (Baldur's Gate II: Throne of Bhaal)
『バルダーズ・ゲート2 シャドウ オブ アムン』の拡張コンテンツ。2001年に発売された。第1作から続いた物語の完結を描く。経験点の上限は8,000,000となり、最大40レベルまでキャラクターを成長させることができる。
『バルダーズ・ゲート2完全版』として「シャドウ オブ アムン」と「スロウン オブ バール」のセットも販売された。

### ダークアライアンス・シリーズ
- バルダーズゲート・ダークアライアンス (Baldur's Gate: Dark Alliance)
- バルダーズゲート・ダークアライアンスII (Baldur's Gate: Dark Alliance II)

### バルダーズ・ゲート：エンハンスド・エディション（Baldur's Gate: Enhanced Edition）
2012年3月15日、公式サイトにて、『バルダーズ・ゲート』と『バルダーズ・ゲート2 シャドウ オブ アムン』のリメイク作品の制作が発表された。開発元はBeamdog。なお、制作チームにはオリジナル版の開発メンバーも含まれている。
対応機種はWindows、Mac OS X、iPad、Android。
バルダーズ・ゲート：エンハンスド・エディションは『バルダーズ・ゲート完全版』をベースに、新キャラクターや新ダンジョンの追加、高精細度表示への対応など400項目以上の改善が施されている。
発売は2012年夏予定であったが、若干の延期を経て2012年11月28日、公式サイトにおいて『バルダーズ・ゲート：エンハンスド・エディション』のWindows版の配信が開始され、Steam等の複数のプラットフォームでも順次リリースされた。
翻訳は公式ページでの呼びかけに応じた各国の有志のボランティアによって行われ、リリースに間に合わなかった分もパッチによって配信される予定で、日本からも有志による翻訳が早期に提出されていた。
しかし2013年6月、販売パートナーのATARIとの契約問題により、これが解決するまでは新規パッチの開発もリリースもできないという声明が開発元の代表者であるTrent Osterより出され、ATARIの要求によって『バルダーズ・ゲート：エンハンスド・エディション』は複数の配信ストアからも撤去される事態となった。2013年8月16日に法的問題は解決し開発を再開した旨が発表され、11月上旬に日本語化を含むパッチがリリースされた。

### バルダーズ・ゲート2：エンハンスド・エディション（Baldur's Gate II: Enhanced Edition）
2013年11月16日に、続編である『バルダーズ・ゲート2：エンハンスド・エディション』が発売された。

### バルダーズ・ゲート：シージ オブ ドラゴンスピア（Baldur's Gate: Siege of Dragonspear）
2016年3月5日に、『バルダーズ・ゲート：エンハンスド・エディション』の拡張コンテンツとして発売された。

### バルダーズ・ゲート3 (Baldur's Gate III)
Larian Studiosが開発し、2020年10月6日にPC版が早期リリースされ、2023年8月4日に正式リリースされた。
ダンジョンズ&ドラゴンズ第5版をベースとしており、『バルダーズ・ゲート2 シャドウ オブ アムン』から120年以上経過した1492年を舞台にしている。日本語翻訳版は2023年12月21日にスパイク・チュンソフトよりPlayStation 5で発売された。CERO Z指定。同日PC版も日本語に対応した。Xbox Series X/S版は日本ストアで販売されていないが、北米ストアで販売されているバージョンは2024年2月16日に日本語が追加された。
また、本作はレビュー集積サイトMetacriticにおいて「96」の圧倒的高評価を記録し、2023年度のGolden Joystick Award、The Game Awards、D.I.C.E. Awards、GDC Awards、BAFTA Games Awardsで、ゲーム・オブ・ザ・イヤーを受賞した。

## 関連ゲーム
同じフォーゴトン・レルムを舞台にした『アイスウィンド・デイル』や、アウタープレーンを舞台にした『プレーンスケープ トーメント』でも本シリーズ同様Infinityエンジンが使われており、画面構成やシステムが類似している。